# 红虎耳草
红虎耳草（学名：Saxifraga sanguinea）为虎耳草科虎耳草属下的一个种。

## 扩展阅读
- 維基物種上的相關：红虎耳草